# Hradiště na Vysokém vrchu
Hradiště na Vysokém vrchu je pravěké hradiště západně od Malých Kyšic v okrese Kladno. Osídleno bylo pravděpodobně na sklonku doby bronzové. Od roku 1967 je chráněno jako kulturní památka.

## Historie
Hradiště objevil v roce 1961 doktor Z. Peřina. Antonín Knor je poté podle opevnění datoval do mohylového období doby halštatské. Detailnější informace poskytl malý archeologický výzkum provedený v roce 1985. Na základě nepočetného souboru nalezené keramiky bylo hradiště zařazeno do sklonku doby bronzové a mladší doby halštatské. Podle malého množství archeologických nálezů bylo hradiště osídleno jen sporadicky.

## Stavební podoba
Hradiště se nachází v nadmořské výšce okolo 489 metrů na Vysokém vrchu, odkud je široký výhled do krajiny středních Čech. Opevněný areál měří asi 1,5 hektaru. Má přibližně čtvercový tvar, ze kterého v jihovýchodním nároží vybíhá protáhlá bašta, která zamezila přístupu po táhlém hřbetu. Původní hradba byla široká 275 centimetrů a skládala se z vnější a vnitřní zdi z nasucho kladených kamenů, přičemž prostor mezi zdmi byl zasypán menšími kameny. Příkop nebyl nalezen. Hradba se dochovala v podobě valu širokého až šest metrů. Výška valu dosahuje až dva metry, ale většinou se pohybuje okolo padesáti centimetrů. Vstup do hradiště se nacházel nejspíše na jižní straně poblíž jihozápadního nároží, kde se obě ramena valu stáčejí směrem dovnitř a ponechávají asi 2,5 metru široký průchod.
Na ploše hradiště bylo odkryto jedenáct sond, ze kterých pochází malé množství keramických střepů. K nálezům patří také oblázky, které se na vrchu nevyskytují a sloužily pravděpodobně jako munice do praků.